# Росс, Рикко
Рикко Росс (англ. Ricco Ross; род. 16 апреля 1960, Чикаго) — американский актёр и продюсер, известный по роли рядового Рикко Фроста в фильме «Чужие».

## Биография
Рикко Росс родился 16 апреля 1960 года в Cook County Hospital в Чикаго, штат Иллинойс, и был пятым из восьми детей Кристин и Кларенса Росса. Получил степень бакалавра в области театрального искусства во Флоридском Атлантическом университете, позже окончил Калифорнийский университет в Лос-Анджелесе и стал сниматься в кино. Дебютировал в нескольких эпизодах сериала «Блюз Хилл-стрит».
После того, как Росс в 1985 году исполнил одну из главных ролей в телефильме «Грязная дюжина: Новое задание», им заинтересовался режиссёр Джеймс Кэмерон. Первоначально, в фильме «Чужие» он пробовался на
одну из главных ролей (капрал Хикс), но эту роль отдали Майклу Бину, а Рикко предложили роль рядового Дрейка. Актёр отказался от этой роли в пользу фильма Стэнли Кубрика «Цельнометаллическая оболочка». Тогда Кэмерон добавил в сценарий персонажа (солдата-шутника Р. Фроста) специально для Рикко Росса, и актёр сразу согласился. Фильм «Чужие» вышел на широкий экран в 1986 году.
После этого последовали второстепенные роли в известных фильмах: «Хакеры», «Исполнитель желаний», «Миссия невыполнима» и других. В середине 1980-х жил в Великобритании, снимался в сериалах «Дживс и Вустер», «Чисто английское убийство» и «Доктор Кто».
В 2012 году сыграл роль доктора Дэниела Кларка в японском фильме, основанном на реальных событиях — «Космический корабль „Хаябуса“: Долгий путь домой». Главную роль исполнил известный японский актёр Кэн Ватанабэ.
В интервью 2014 года для подкаста «I Was There Too», Росс рассказывал о своём персонаже из фильма «Чужие».

## Личная жизнь
Актёр женат на Джулии Шэннон (взяла фамилию мужа). Пара воспитывает двоих детей — Рэми и Аишу.

## Фильмография
| Год  |     | Русское название                                 | Оригинальное название         | Роль                                                                                       |
| ---- | --- | ------------------------------------------------ | ----------------------------- | ------------------------------------------------------------------------------------------ |
| 1982 | с   | Блюз Хилл-стрит                                  | Hill Street Blues             | Тайлер Брэгг (3 эпизода)                                                                   |
| 1985 | ф   | Грязная дюжина: Следующее задание                | The Dirty Dozen: Next Mission | Арлен Дрегорс                                                                              |
| 1985 | ф   | Жажда смерти 3                                   | Death Wish 3                  | «Кубинец»                                                                                  |
| 1985 | ф   | Шпионы как мы                                    | Spies Like Us                 | охранник                                                                                   |
| 1986 | ф   | Чужие                                            | Aliens                        | рядовой Рикко Фрост                                                                        |
| 1988 | с   | Доктор Кто                                       | Doctor Who                    | Рингмастер (25 сезон, 4 серия)                                                             |
| 1988 | ф   | Крузо                                            | Crusoe                        | 2-я жертва                                                                                 |
| 1989 | тф  | Убийство в лунном свете                          | Murder on the Moon            | Альварадо                                                                                  |
| 1989 | с   | Чисто английское убийство                        | The Bill                      | Макси Сильвер (5 сезон, 9 серия)                                                           |
| 1992 | в   | Проект «Охотник за тенью»                        | Shadowchaser                  | Джексон                                                                                    |
| 1995 | в   | Проект «Охотник за тенью» 3                      | Project Shadowchaser III      | Леннокс                                                                                    |
| 1995 | ф   | Хакеры                                           | Hackers                       | репортёр                                                                                   |
| 1996 | ф   | Миссия невыполнима                               | Mission: Impossible           | охранник в Запретной Зоне                                                                  |
| 1996 | ф   | Свирепые создания                                | Fierce Creatures              | тележурналист                                                                              |
| 1997 | с   | BABYLON-5                                        | BABYLON-5                     | Captain Leo Frank of EAS Cadmus / Лео Фрэнк - капитан Крейсера "Кадм" (4 сезон, 17 эпизод) |
| 1997 | ф   | Исполнитель желаний                              | Wishmaster                    | лейтенант Натансон                                                                         |
| 1999 | с   | Беверли-Хиллз, 90210                             | Beverly Hills 90210           | Майлз Кофилд (9 сезон, 25 серия)                                                           |
| 2003 | ф   | Нэйт и полковник                                 | Nate and the Colonel          | Нэйт Вашингтон                                                                             |
| 2006 | с   | Скорая помощь                                    | ER                            | Бернард (13 сезон, 9 серия)                                                                |
| 2009 | тф  | Гидра: Затерянный остров                         | Hydra                         | Броутон                                                                                    |
| 2012 | ф   | Космический корабль «Хаябуса»: Долгий путь домой | Hayabusa: Harukanaru kikan    | доктор Дэниел Кларк                                                                        |
| 2014 | тф  | Бермудские щупальца                              | Bermuda Tentacles             | капитан Филлипс                                                                            |
| 2015 | кор |                                                  | Batgirl Rises                 | Риддлер                                                                                    |
| 2015 | тф  | Штормагеддон                                     | Stormageddon                  | агент Трэверс                                                                              |
| 2016 | ф   | Премьера                                         | Opening Night                 | мистер Робертсон                                                                           |
| 2016 | с   | Кей Си. Под прикрытием                           | K.C. Undercover               | проповедник (2 сезон, 10 серия)                                                            |
| 2017 | ф   | Лагерь для жирных                                | Fat Camp                      | Фред                                                                                       |
| 2017 | ф   | Песочный человек                                 | The Sandman                   | детектив Прайс                                                                             |
| 2020 | с   | Долина соблазна                                  | P-Valley                      | пастор Р.Д.Гилфилд                                                                         |

## Награды и номинации
| Год  | Награда                           | Категория    | Фильм         | Результат |
| ---- | --------------------------------- | ------------ | ------------- | --------- |
| 2015 | Премия кинофестиваля Fright Night | Лучший актёр | Batgirl Rises | Победа    |